# رابرت لانسینگ
 رابرت لانسینگ (انگلیسی: Robert Lansing؛ ۱۷ اکتبر ۱۸۶۴ – ۳۰ اکتبر ۱۹۲۸) یک سیاست‌مدار اهل ایالات متحده آمریکا بود.